# 夏威夷文艺复兴

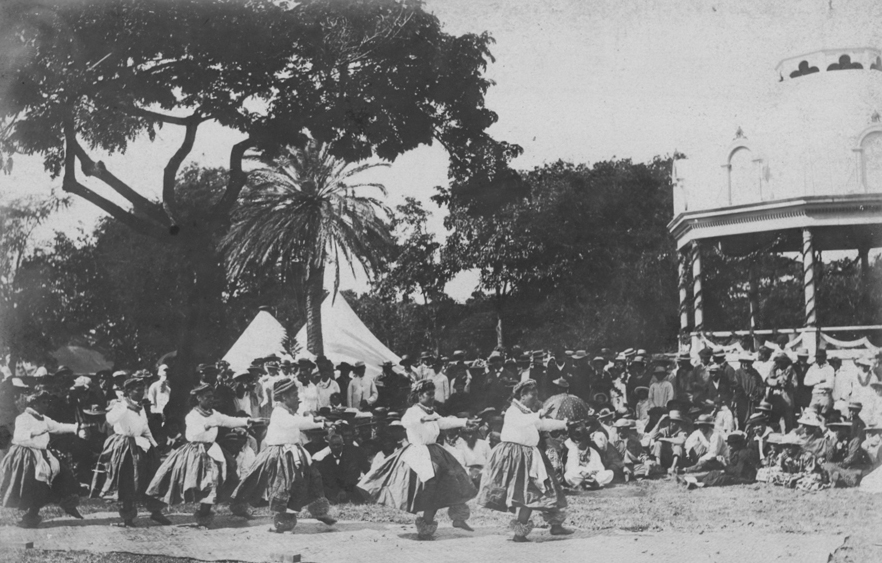
夏威夷國王卡拉卡瓦49歲時的生日舞會

夏威夷文艺复兴是一場與夏威夷州文化有關的社會運動，這場社會運動以夏威夷族文化为核心，參與者的目標是推廣和發揚夏威夷族文化。夏威夷文艺复兴共有兩次。卡美哈梅哈五世執政時期，第一次夏威夷文艺复兴開展。当时夏威夷依然是一个主權獨立的國家。卡美哈梅哈五世當時開展的目的是增強民族认同感。第二次夏威夷文艺复兴始于1970年，不過到了1980年代，這一次文藝復興又再度沉寂。